# Ohara Augusto
Ohara Augusto (29 de janeiro de 1948) é uma pesquisadora brasileira, titular da Academia Brasileira de Ciências na área de Ciências Químicas desde 3 de junho de 2002.
Foi condecorada na Ordem Nacional do Mérito Científico  e faz parte da Academia Mundial de Ciências.
Ohara é professora do Instituto de Química da Universidade de São Paulo e diretora do Centro de Pesquisa, Inovação e Difusão Redoxoma, que desenvolve pesquisas sobre a biologia de espécies reativas de oxigenio.